# Produktlebenszyklus nach Vernon
Der Produktlebenszyklus nach Vernon ist eine von  eine 1966 von Raymond Vernon entwickelte Theorie über den Verlauf von Investitionen anhand des Produktlebenszyklus, die erstmals in seinem Aufsatz beschrieben wurde. Die grundlegende Aussage von Vernons Hypothese ist, dass mit fortschreitendem Produktlebenszyklus die Produktion immer weiter vom Staat des Erfinders zum Entwicklungsland verlagert wird.

## Allgemeines
Der Produktlebenszyklus wird in der Betriebswirtschaftslehre in die vier Phasen Markteinführung, Marktwachstum, Marktreife und Degeneration eingeteilt. Vernon bezieht sich im Rahmen der Hypothese nur auf die ersten drei Phasen, die Degenerationsphase blendet er in seiner Betrachtung aus. Weiterhin teilt er alle Länder in 3 Kategorien ein, das Erfinderland, entwickelte Länder und Entwicklungsländer. Das Erfinderland und die entwickelten Länder zeichnen sich durch hohe Technologiestandards und hohe Personalkosten aus. Allerdings ist das Personal hoch qualifiziert und kann auch schwierige Produktionen durchführen.

## Die Phasen
Im Nachfolgenden werden die von Vernon betrachteten Phasen einzeln betrachtet, wobei jeweils erst auf allgemeine Sachverhalte der jeweiligen Phase und im Anschluss auf die spezifische Auseinandersetzung mit Vernons Hypothese in dieser Phase eingegangen wird.

### Einführungsphase (Innovationsphase)

#### Allgemein
In der Betrachtung der Phasen des Produktlebenszyklus stellt die Einführungsphase, wie der Name schon erahnen lässt, die Markteinführung und frühe Marktphase dar.
In dieser Phase ist das Produkt meist durch einen noch negativen Deckungsbeitrag, vor allem durch hohe Investitionen in Maschinen und in Forschung und Entwicklung aber auch in Marketing verursacht, gekennzeichnet.
Weiterhin liegt ein überwiegend negativer freier Cashflow vor. Vorteilhaft in dieser frühen Phase ist, dass der Markt meist eine starke Tendenz zum Monopol aufweist, da das Produkt noch sehr neu auf dem Markt und somit die Konkurrenz noch sehr gering ist.

#### Produktlebenszyklushypothese
Das Produkt wird im Erfinderland (Hochtechnologieland) eingeführt, da hier der Entwicklungsstand weit vorangeschritten ist und auch ein sehr hoch qualifiziertes Personal für eine aufwendige Produktion zur Verfügung steht. In dieser Phase überwiegt der Qualitätsvorteil die hohen Lohn- und Produktionskosten.
In dieser Phase exportiert das Erfinderland das Produkt auf alle anderen Märkte, da das produzierende Unternehmen eine Monopolstellung auf dem Weltmarkt hat und eine Eigenproduktion mangels qualifizierten Personals und aufgrund zu niedriger Technologie in den anderen entwickelten Ländern und in den Entwicklungsländern nicht möglich ist.

### Wachstumsphase (Ausreifungsphase)

#### Allgemein
In der Wachstumsphase hat das Produkt ein stark wachsendes Absatzvolumen. Dies führt letztlich auch zu einer Verbesserung des freien Cashflows, wobei dieser in der Wachstumsphase noch nicht zwangsweise stark positiv sein muss. Vielmehr ist in dieser Phase aufgrund von Erweiterungsinvestitionen zum Ausbau der vorhandenen Kapazitäten, damit weiterhin am wachsenden Absatz partizipiert werden kann. Die Ausgaben für Marketing bleiben in dieser Phase traditionsgemäß auf einem sehr hohen Niveau, wohingegen die Ausgaben für Forschung und Entwicklung zurückgehen. Dies soll allerdings nicht bedeuten, dass nichts in Sachen Forschung und Entwicklung (F&E) mehr getan wird.

#### Produktlebenszyklushypothese
Das Produkt wird zunehmend auch von den anderen entwickelten Ländern produziert, welche das entwickelte Produkt vom Erfinderland übernehmen. Dabei exportiert aber das Erfinderland immer noch mit steigender Tendenz, da es Vorteile des Erfahrungskurveneffektes ausnutzen kann und somit seine Stückherstellkosten niedriger sind als die der anderen entwickelten Länder.
In dieser Phase werden im Rahmen der direkten Investition im Ausland neue Produktionsstätten eröffnet, sofern der Vorteil in Form der Transportkostenersparnis gegenüber den Kosten für die Neuinvestition überwiegt. Ist dies nicht der Fall wird vorzugsweise die Kapazität im Erfinderland erhöht und die Exportrate steigt weiter an.

### Reifephase (Standardisierungsphase)

#### Allgemein
Die Reifephase ist die ertragreichste Phase des Produktes. Die Ausgaben für Marketing und Forschung und Entwicklung sind stark reduziert, Investitionen finden vorwiegend in Form von Ersatzinvestitionen statt und der freie Cashflow ist demnach stark positiv.
Allerdings ist diese Phase auch kritisch zu betrachten. Denn nach der Reife kommt die Degeneration und in dieser Phase sinkt der Ertrag des Produktes. Deshalb muss, wenn ein Produkt diese Phase erreicht hat das Nachfolgeprodukt schon in der Einführungsphase sein, sonst ist das Unternehmen langfristig gefährdet.

#### Produktlebenszyklushypothese
Die Standardisierung des Produktes und vor allem auch der Produktionstechniken nehmen stark zu, so dass nicht so hoch qualifizierte Arbeitskräfte benötigt werden. Damit verlagert sich der Wettbewerbsvorteil hin zu den Entwicklungsländern, welche Vorteile durch geringe Lohnkosten haben, was in erheblichem Umfang die Stückherstellkosten senkt. Folglich verlagern die Unternehmen ihre Produktion ins Ausland. Diese Verlagerung kann auf drei Wegen vonstattengehen. Betrachtung aus Erfinderlandsicht:
1. Ausländische Unternehmen produzieren mit Eigenmitteln die Produkte
2. Inländische Unternehmen investieren in Ortsansässige Unternehmen (indirekte Investition)
3. Inländische Unternehmen investieren in eigene Tochtergesellschaften (direkte Investition)

## Grafische Verdeutlichung

Abb. 1: Erfinderland
Abb. 2: Entwickelte Länder
Abb. 3: Entwicklungsländer

## Praxisbeispiel
Ein Beispiel für Vernons Hypothese stellen Schuhe von Adidas dar. Zuerst wurden sie nur in Deutschland (Erfinderland) gefertigt. Später folgten Produktionen in den USA und Kanada (entwickelte Länder) und schließlich auch in Asien (Entwicklungsländer/Schwellenländer). Heute findet ein Großteil der Produktion (bei Schuhen 97 % (lt. Adidas Konzernlagebericht 2016)) in Asien statt.

## Weblink
- Adidas, Konzernlagebericht 2016 (PDF-Datei; 3,5 MB)